# 封德新
封德新（？—？），和名我那霸親方助元，琉球國第二尚氏王朝政治家、三司官。
封德新於尚清王在位期間擔任三司官。嘉靖二十三年（1544年），尚清王認為首里城西北角有二重城墻，堅如鐵壁；但東南角只有一道城墻，防禦不夠堅固。故而尚清王命令三司官在美福門外增加一重城墻。三司官奉旨，在東南角建立第二重城墻，高五丈、濶二丈、長一百十五丈，其第二重城墻的城門命名為「繼世門」。此工程至嘉靖二十五年（1546年）竣工，並樹立的石碑以紀念此事。在「添繼御門南之碑文」（添継御門の南のひのもん）中，三名三司官以（我那霸大屋子森塩太良加禰）、（幸地大屋子森樽金）、（國頭大屋子森塩太良加禰）的名字登場。其中就是封德新。 
封德新娶麻普都（儀間平良親雲上真福）之女思戸為妻。封德新之女乙益美（號宣雪）嫁給吳氏我那霸殿內第四世吳天澤（我那霸親方宗昌）為妻。後來在尚永王在位期間，吳天澤轉領豐見城間切我那霸地頭職，可能是以女婿的身份從封德新那裏繼承了這個地頭。